# 4498 Shinkoyama
4498 Shinkoyama eller 1989 AG1 är en asteroid i huvudbältet som upptäcktes den 5 januari 1989 av den japanska astronomen Tsutomu Seki vid Geisei-observatoriet. Den är uppkallad efter den japanske astronomen Shin Koyama.
Asteroiden har en diameter på ungefär 16 kilometer och den tillhör asteroidgruppen Eos.